# Wybory parlamentarne w Belize w 1974 roku

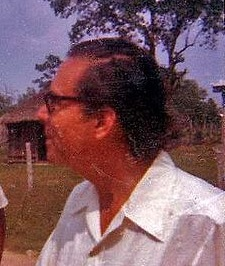
George Cadle Price

Wybory parlamentarne w Belize w 1974 roku zostały przeprowadzone 30 października w celu wyłonienia 18 członków Zgromadzenia Ustawodawczego. Zwycięstwo w wyborach uzyskała Zjednoczona Partia Ludowa (PUP), która zdobyła 12 mandatów, o 5 mniej niż pięć lat wcześniej. Skład Zgromadzenia Ustawodawczego uzupełniła Zjednoczona Partia Demokratyczna, zdobywając 6 mandatów. Premierem został po raz kolejny George Cadle Price.
Były to pierwsze wybory od momentu, kiedy terytorium zmieniło nazwę z Honduras Brytyjski na Belize.

## Wyniki wyborów parlamentarnych
Do udziału w wyborach uprawnionych było 33 737 osób. Głosy oddało 23 811 obywateli, co dało frekwencję na poziomie 70,6%. Głosy można było oddać na jednego z 42 kandydatów.
|  | Partia                                            | Głosy  | Procent | Mandaty | % mandatów |
|  | ------------------------------------------------- | ------ | ------- | ------- | ---------- |
|  | Zjednoczona Partia Ludowa                         | 12 269 | 51,53%  | 12      | 66,67%     |
|  | Zjednoczona Partia Demokratyczna                  | 9 069  | 38,1%   | 6       | 33,33%     |
|  | Zjednoczony Front Corozal                         | 1 039  | 4,36%   | -       | -          |
|  | Zjednoczona Organizacja Czarnoskórych dla Rozwoju | 89     | 0,37%   | -       | -          |
|  | Kandydaci niezależni                              | 832    | 3,49%   | -       | -          |
|  | Głosy nieważne                                    | 513    | 2,16%   | -       | -          |
|  | Razem                                             | 23 811 | 100,0%  | 18      | 100,0%     |